# Loi littoral
Lire en ligne

version de légifrance

La loi relative à l'aménagement, la protection et la mise en valeur du littoral, dite loi littoral, est une loi française qui vise à encadrer l'aménagement de la côte pour la protéger des excès de la spéculation immobilière et à permettre le libre accès du public aux sentiers littoraux. Cette loi a été votée à l'unanimité par le Parlement français les 19 et 20 décembre 1985 et est entrée en vigueur le 5 janvier 1986, le lendemain de sa parution au Journal officiel. Elle comporte un ensemble de mesures relatives à la protection et à l'aménagement du littoral et des plans d'eau intérieurs les plus importants. La loi littoral tente de trouver un équilibre entre le développement durable et la protection des espaces littoraux.

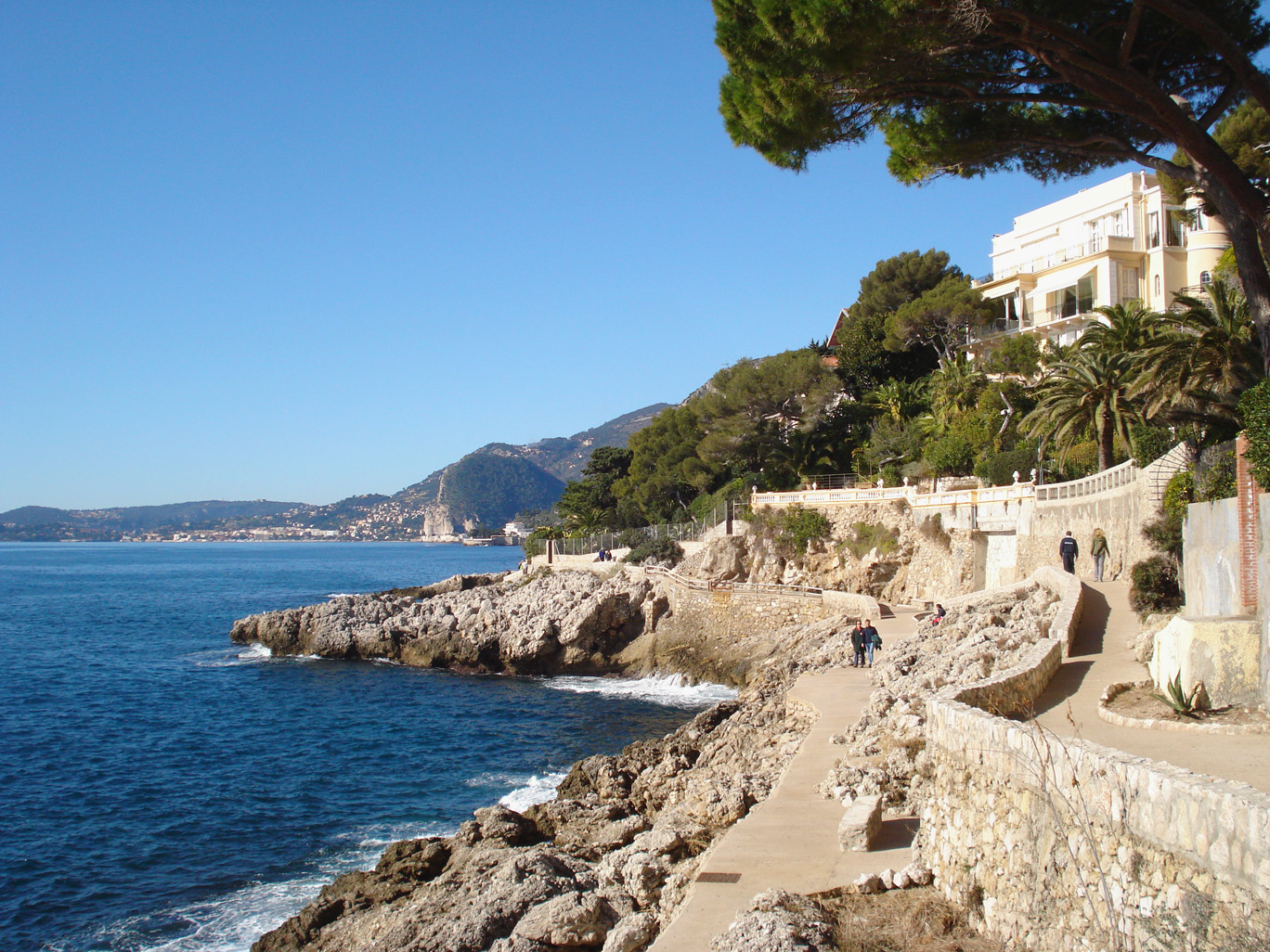
Sentier du littoral sur la Côte d'Azur en France.

Elle est codifiée au chapitre Ier du titre II du livre Ier du code de l'urbanisme que l’on retrouve aux articles L.121-1 à L.121-51 et R.121-1 à R.121-43 depuis l'entrée en vigueur de l'ordonnance no 2015-1174 du 23 septembre 2015.
En 2005, le ministre de l'Équipement a fait voter une loi qui revient en partie sur le dispositif mis en place.[réf. nécessaire]
L'article premier de la loi du 3 janvier 1986, aujourd'hui codifié à l'article L. 321-1 du Code de l'environnement, définit le littoral comme « une entité géographique qui appelle une politique spécifique d'aménagement, de protection et de mise en valeur ».

## Historique

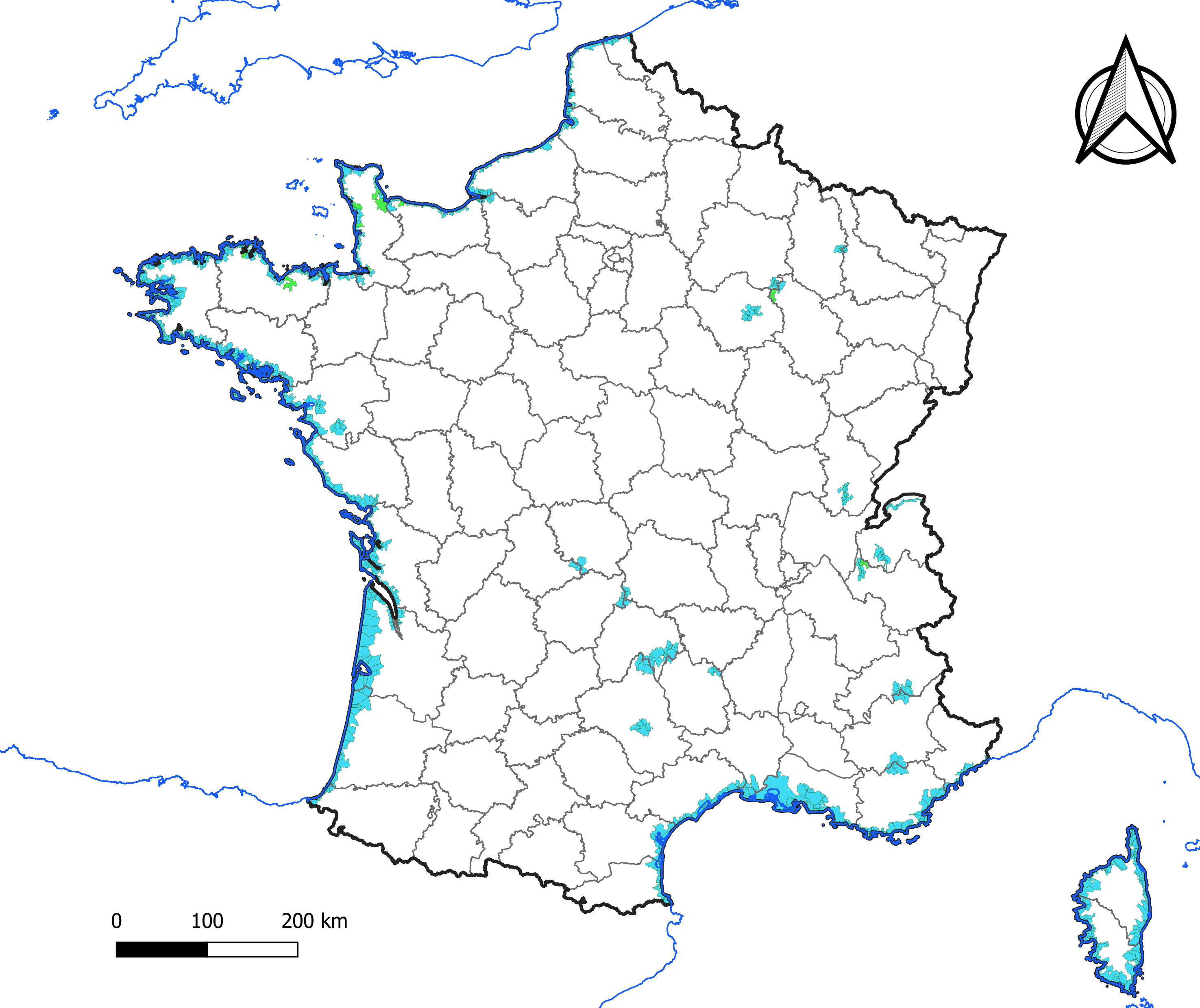
Carte des communes de France métropolitaine concernées par la loi Littoral

Le littoral français dispose d'environ 7 000 kilomètres de côtes dont 1500 outre-mer. Diverses activités s'exercent sur le littoral, parmi lesquelles la pêche, le tourisme, l'industrie, l'agriculture et les loisirs. L'urbanisation s'y est donc considérablement développée. La loi littoral se situe au sommet de la hiérarchie des normes d’urbanisme, elle s’impose dès lors à tous les documents de planification et aux autorisations d’urbanisme. Le littoral est désormais un espace rare et fragile, que les pouvoirs publics tentent de protéger par la maîtrise foncière et la réglementation. 

### Textes antérieurs

#### Le Digeste du 15 décembre 533
La loi littoral s’est pendant très longtemps appuyée sur la théorie de la domanialité publique. Ce n’est pas un texte récent. On retrouve les premières traces dans le Digeste, un recueil de lois compilant le droit romain écrit par l’empereur Justinien. Le rivage de la mer était alors régi par plusieurs règles issues du droit romain.

#### L'édit de 1539
Lors de la dynastie des Capétiens (987-1328), le rivage appartenait aux seigneurs riverains du littoral. Le changement va s'opérer lorsque l’autorité du roi s'affirme. La souveraineté du roi sur les rivages de la mer va, par un édit du 30 juin 1539, marquer le caractère inaliénable du domaine de la couronne. Ce principe d’inaliénabilité sera ensuite réaffirmé par l’édit de Moulins de 1566.

#### L'ordonnance Colbert 1681
C’est l’ordonnance de Jean-Baptiste Colbert sur la marine de 1681 qui définit pour la première fois l’étendue du rivage de la mer :”sera réputé bord et rivage de la mer tout ce qu'elle couvre et découvre pendant les nouvelles et pleines lunes et jusqu'où le grand flot de mars se peut étendre sur les grèves.”. Dans ce texte, il est seulement question de ne pas faire obstacle à la pêche et à la navigation. La protection du littoral pour sa beauté et sa mise en valeur n’est pas la préoccupation principale. De plus, on ne voit pas apparaître dans ce texte la question de l’utilisation du rivage par le public, car ces lieux étaient perçus comme des lieux de naufrages et d’épidémies.
Au XVIIIe siècle se manifeste une nouvelle perception du littoral due à l’émergence des loisirs, au développement de la science et de la théologie scientifique, l’hygiénisme et la description des voyages dans grands explorateurs.

#### Arrêt du Conseil d’État du 3 mai 1858 «Vernes», arrêt du Conseil d’État du 30 avril 1963 «Bourjois contre ville de Boulogne»
Au milieu du XIXe siècle, il y a un essor de la jurisprudence. Le premier arrêt de la commune de Trouville datant des années 1850 met en place un service public des bains de mer et instaure en conséquence un monopole au profit de son établissement de bains à Vernes. Il y avait une forme de taxe de baignade. Ce mécanisme a ensuite été repris par la commune de Boulogne-sur-Mer à Bourjois. Dans ces deux communes, les requérants ont contesté les décisions municipales devant le juge administratif. Dans ces deux arrêts (1858 pour la commune de Trouville et 1963 pour la commune de Boulogne-sur-Mer) le Conseil d'État a rappelé que les rivages font partie du domaine public et que son accès y est libre.

#### Loi n°63-1178 du 28 novembre 1963
Le deuxième texte est loi 28 novembre 1963 relative au domaine public maritime. Elle va intégrer le rivage de la mer dans “le domaine public maritime”. Elle intègre le sol et le sous-sol de la mer territoriale, les lais et les relais futurs. Elle ne prend en compte que ceux constitués après l’entrée en vigueur de la loi.
Le tourisme se développe et il est donc important de considérer cette variable dans l’élaboration du droit du littoral. Cette loi va tenir compte de l'articulation entre le domaine privé et public sur le rivage. Elle avait prévu l’instauration de réserve en bordure de mer dans un but d’intérêt public. C’est l’arrêt du conseil d’état du 12 octobre 1973 “Kreitmann” qui va compléter cette loi. À la suite d'un problème de construction de mur pour empêcher les touristes de se balader en bas de chez lui, les services de l’État vont dresser un procès-verbal de contravention de grande voirie. Le requérant va saisir le Conseil d'État. Il statue en concluant sur le fait que les dispositions de l’ordonnance de Colbert s'appliquent sur tous les rivages.

#### Loi n° 75-602 du 10 juillet 1975
Les années 1970 ont vu se développer des projets immobiliers de grande ampleur sur les côtes françaises avec les hôtels, commerces, ou encore campings. La conséquence immédiate de cette forte urbanisation a été l'atteinte au milieu naturel et une menace pour l’écologie. Ainsi, la loi du 10 juillet 1975 a créé le Conservatoire de l'espace littoral et des rivages lacustres (CELRL), un établissement public administratif, placé sous la tutelle du ministère de l'écologie, qui a pour objectif d'acquérir des espaces afin d'en assurer la conservation ou la restauration. Ce conservatoire, comprend 9 conseils de rivage dont la composition, le fonctionnement et les limites territoriales sont fixés par décret en Conseil d’État. Le conservatoire a pour objectif d'obtenir d'ici 2050 un tiers du littoral.

#### Instruction du 4 août 1976
L'instruction du 4 août 1976 prise par le Premier ministre, concernant la protection et l'aménagement du littoral et des rivages des grands lacs a dégagé trois orientations qui restent d'actualité : l'urbanisation linéaire du bord de mer doit être évitée, les constructions doivent être reportées le plus en arrière possible du rivage de la mer, des zones naturelles doivent séparer les zones urbanisées. L'instruction recommandait également d'interdire les nouvelles routes de transit à moins de 2 000 mètres du rivage. Enfin, elle prévoyait la protection des zones naturelles. Son impact fut toutefois limité. Le Conseil d’État lui ayant dénié tout caractère réglementaire, elle n'était pas opposable aux permis de construire ou aux documents d'urbanisme. Toutefois, cette instruction a tout de même posé les bases des principales dispositions urbanistiques de la future loi littoral.

#### Directive d'aménagement national du25 août 1979
Cette directive, dite « directive d'Ornano », relative à la protection et à l'aménagement du littoral, prévoit la préservation d'une bande littorale d'une profondeur de l'ordre de cent mètres le long du rivage et la généralisation des dispositifs d'assainissement. Elle a été introduite dans le code de l'urbanisme par le décret 79-716 du 25 août 1979. Son efficacité fut limitée, puisqu'elle n'était pas opposable aux documents d'urbanisme.

#### Loi n°83-8 du 7 janvier 1983
Article 57: « Dans les zones côtières peuvent être établis des schémas de mise en valeur de la mer. Ces schémas fixent, dans le respect des dispositions mentionnées à l'article L. 111-1-1 du code de l'urbanisme, les orientations fondamentales de la protection, de l'exploitation et de l'aménagement du littoral. À cet effet, ils déterminent la vocation générale des différentes zones et notamment les zones affectées au développement industriel et portuaire, aux cultures marines et aux activités de loisirs. Ils précisent les mesures de protection du milieu marin.»
Ces schémas sont élaborés par l'État. Ils sont soumis pour avis aux communes, aux départements et aux régions intéressés. Ils sont approuvés par décret en Conseil d'État.
Les schémas de mise en valeur de la mer ont les mêmes effets que les prescriptions définies en application de l'article L. 111-1-1 du code de l'urbanisme.
Un décret en Conseil d'État fixe le contenu et les modalités d'élaboration de ces schémas.

#### Loi n° 86-2 du 3 janvier 1986
La loi 86-2 du 3 janvier 1986 a réformé le dispositif de protection et de mise en valeur du littoral, dont les dispositions d'urbanisme sont codifiées aux articles L. 121-1 et suivants du code de l'urbanisme depuis le 1er janvier 2016 (autrefois articles L. 146-1 et suivants du même code). Cette loi, née dans un contexte d’importante urbanisation des côtes, a ainsi apporté un frein aux grands projets immobiliers ou portuaires. Elle doit toujours permettre aujourd'hui la protection des côtes d’une urbanisation mal maîtrisée. Elle a fixé des principes fondamentaux: la sauvegarde des espaces naturels, le refus du mitage du territoire, ou encore l'utilisation économe de l'espace.
Cette loi a été adoptée à l'unanimité par le Parlement. La loi littoral reprend les principaux axes de la directive de 1979, mais dans le contexte de la décentralisation des compétences en matière d'urbanisme.

### Contexte
Avant les années 1980, l’activité humaine due au tourisme a engendré énormément de destruction sur le rivage. On peut noter que la densité de population est de 285 habitants au km2 alors que la moyenne est trois fois moins dense en France.  La loi littoral a été votée à la suite d'une prise de conscience de l’importance économique et écologique du littoral. Au départ, la loi littoral avait pour objet de contrôler l’urbanisation des côtes françaises métropolitaines et celle des territoires d’outre-mer.
Mais il y a eu un changement de vision. Il faut désormais protéger le littoral car il y a beaucoup d'espaces fragiles, d’espèces végétales et animales. On va venir protéger la diversité géographique, géologique, floristique et faunistique en préservant les espaces rares ou sensibles tout en développant l’activité humaine. Le moyen de défense est alors le droit de l’urbanisme. La loi littoral est un texte d’équilibre entre le développement et le durable.
Le projet de loi n°2947 relatifs à l’aménagement, la protection et la mise en valeur du littoral a été proposé par Laurent Fabius (Premier ministre) et Monsieur Guy Lengagne, secrétaire d'Etat auprès du ministre de l'Urbanisme. Ce projet a été enregistré à la présidence de l’Assemblée nationale le 5 septembre 1985. Le projet de loi a été voté le 19 décembre 1985 par l’Assemblée nationale et le 20 décembre 1985 par le Sénat. La loi n’a pas été saisie par le Conseil constitutionnel malgré le fait qu’elle est critiquée.

## Contenu de la loi

### Buts recherchés
Le littoral fait partie de ces textes d’équilibre de développement durable. Le littoral fait partie des espaces qui ne peuvent pas être rendus intégralement à la nature car il y a des enjeux économiques majeurs et une population importante.
Les buts de la loi littoral sont indiqués à l'article L. 321-1 du Code de l’environnement et reflètent bien une volonté de développement durable :
- innovation : « la mise en œuvre d'un effort de recherche et d'innovation portant sur les particularités et les ressources du littoral » ;
- La protection, la prévention et la préservation de l'environnement : « la protection des équilibres biologiques et écologiques, la lutte contre l'érosion, la préservation des sites et paysages et du patrimoine » ;
- pérennité d'une économie aquatique : « la préservation et le développement des activités économiques liées à la proximité de l'eau, telles que la pêche, les cultures marines, les activités portuaires, la construction et la réparation navales et les transports maritimes » ;
- pérennité d'une économie non aquatique : « le maintien ou le développement, dans la zone littorale, des activités agricoles ou sylvicoles, de l'industrie, de l'artisanat et du tourisme. »

C’est en mettant en place une protection graduée en fonction de la proximité avec le rivage que la protection sera effective. La loi littoral va donner aux décideurs locaux les moyens de parvenir à un aménagement durable des territoires littoraux. Elle va laisser aux décideurs locaux la possibilité d’adapter la loi au territoire pour s’adapter aux spécificités locales. Elle va permettre la réalisation de projets proportionnés et adaptés aux enjeux économiques et environnementaux.
La loi littoral a notamment pour objectif l'orientation et la limitation de l'urbanisation dans les zones littorales, l'affectation du littoral au public, la gestion de l'implantation des nouvelles routes et des terrains de camping et de caravanage. De plus, elle vise à la protection des espaces remarquables, caractéristiques du patrimoine naturel et culturel du littoral, des espaces boisés les plus significatifs. La préservation des milieux nécessaires au maintien des équilibres biologiques et écologiques, ainsi que la préservation et le développement des activités économiques liées à la proximité de l’eau rentrent également dans les objectifs de la loi littoral. Enfin, cette loi s'inscrit dans une logique de recherche et d'innovation portant sur les particularités et les ressources du littoral.

### Champ d'application
Aux termes des articles L.321-2 du Code de l'environnement « sont considérées comme communes littorales [...] les communes de métropole et des départements d'outre-mer riveraines des mers et océans, des étangs salés, des plans d'eau intérieurs d'une superficie supérieure à 1 000 hectares. », mais aussi les « communes riveraines des estuaires et des deltas ».
Cependant les dispositions particulières de la loi littoral s’appliquent à trois catégories de communes :
- Aux communes riveraines des mers et océans, des étangs salés et des plans d'eau d'une superficie supérieure à 1 000 hectares comme le Lac de Vassivière par exemple (1° de l'article L.321-2 Code de l'environnement). On notera que l’article L.121-2 du Code de l'urbanisme prévoit la situation des lacs de montagne de plus de 1000 hectares qui devraient à la fois être soumis à la loi Littoral et à la loi Montagne. Dans ces hypothèses, la loi Littoral prime sur la loi Montagne notamment en vertu de l’arrêt du Conseil d’État, 3 octobre 2008 Commune d’Annecy.
- Aux communes riveraines des estuaires et des deltas (2° de l'article L.321-2 Code de l'environnement) lorsqu’elles sont situées en aval de la salure des eaux et participent aux équilibres économiques et écologiques littoraux. Le décret en Conseil d’État n°2004-311 du 29 mars 2004 détermine la liste des rives des estuaires les plus importants où s’appliquent les règles d’extension limitée de l’urbanisation et d’inconstructibilité de la bande littorale des 100 mètres. Il s’agit des estuaires de la Seine, de la Loire et de la Gironde. Il fixe une liste de ces 87 communes littorales des estuaires et deltas, on la retrouve aujourd’hui à l’article R.321-1 du Code de l’environnement[6]. Dans l’ensemble de ces communes, le droit applicable est marqué par le principe d’équilibre qui impose de concilier la préservation des espaces et milieux, la protection et le développement des activités agricoles, pastorales, forestières et maritimes, ainsi que la fréquentation par le public des espaces naturels, du rivage et des équipements qui y sont liés. Il s’agit d’une conciliation entre la nature, l’agriculture et le tourisme.
- Aux communes proches des précédentes qui participent aux équilibres économiques et écologiques littoraux lorsqu’elles en font la demande auprès du préfet. La liste de ces communes est fixée par décret en Conseil d’État après avis du conservatoire du littoral et des rivages lacustres. Aucun décret n’a encore été pris à ce titre.

#### Conséquences
Cette loi s'applique aussi bien aux décisions d'aménagement de l'État (directives territoriales d'aménagement, projets d'intérêt général, plans de sauvegarde et de mise en valeur de la mer) qu'aux orientations d'aménagement locales (schémas de cohérence territoriale, plans locaux d'urbanisme, cartes communales, communes sans document d'urbanisme).
- Au regard des documents d'urbanisme : En vertu des dispositions des articles L. 131-1[7], L. 131-4[8] et L. 131-7[9] du code de l'urbanisme, la loi littoral s'applique dans un rapport de compatibilité avec les schémas de cohérence territoriale ou, en leur absence, aux plans locaux d'urbanisme suivant un principe dit de compatibilité limitée. Les modalités d'application de la loi littoral fixées dans les anciennes directives territoriales d'aménagement (DTA) continuent à s'appliquer aux schémas de cohérence territoriale, ce qui n'est plus le cas pour les nouvelles DTA.
- Au regard des autorisations individuelles d'occupation du sol : L'article L. 121-3[10] du code de l'urbanisme pose le principe de l'opposabilité directe des dispositions de la loi littoral à tous travaux, constructions, défrichements, plantations, aménagements, installations et travaux divers, la création de lotissements, l'ouverture de terrains de camping ou de stationnement de caravanes, l'établissement de clôtures, l'ouverture de carrières, la recherche et l'exploitation de minerais et les installations classées pour la protection de l'environnement. Elle s'applique ainsi dans un rapport de conformité aux autorisations d'urbanisme (permis de construire, permis d'aménager, permis de démolir, déclarations préalables de travaux). En revanche, l'article L. 121-4[11] prévoit que la loi littoral ne s'impose pas à un certain nombre d'opérations : « les installations, constructions, aménagements de nouvelles routes et ouvrages nécessaires à la sécurité maritime et aérienne, à la défense nationale, à la sécurité civile et ceux nécessaires au fonctionnement des aérodromes et des services publics portuaires autres que les ports de plaisance, lorsque leur localisation répond à une nécessité technique impérative ».
- Critiques : Le rapport de compatibilité qui prévaut dans les relations entre la loi littoral et les planifications locales et entre les planifications locales elles-mêmes (SCOT => PLU) est plus souple[12] que le rapport de conformité qui s'impose aux autorisations d'urbanisme. Ainsi le Conseil d'Etat a estimé que la circonstance qu'une autorisation d'urbanisme soit conforme à un PLU ne permet pas de conclure à la conformité d'une telle autorisation aux dispositions de la loi littoral[13]. Autrement dit, si un plan local d'urbanisme peut légalement classer un terrain en zone constructible (zones U ou AU) dès lors qu'il est compatible avec les dispositions d'un SCOT qui sont elles-mêmes compatibles avec les dispositions la loi littoral, une autorisation d'urbanisme délivrée dans une telle zone peut souffrir d'une non-conformité directe avec les dispositions de la loi littoral. D'autre part, le principe de compatibilité limité a des conséquences contentieuses difficilement compréhensibles, y compris pour les professionnels du droit, qui se voient dénier la possibilité de faire prévaloir la loi littoral sur les PLU dès lors que ces documents d'urbanisme sont couverts par un SCOT[14]. Il appartient ainsi au requérant qui conteste la légalité d'un PLU, soit d'invoquer son incompatibilité avec les orientations du SCOT précisant l'application de la loi littoral, soit, en vue de permettre une application directe de la loi littorale au PLU, de soutenir que le SCOT est incompatible avec cette loi et devrait être écarté.

### Protection des espaces remarquables

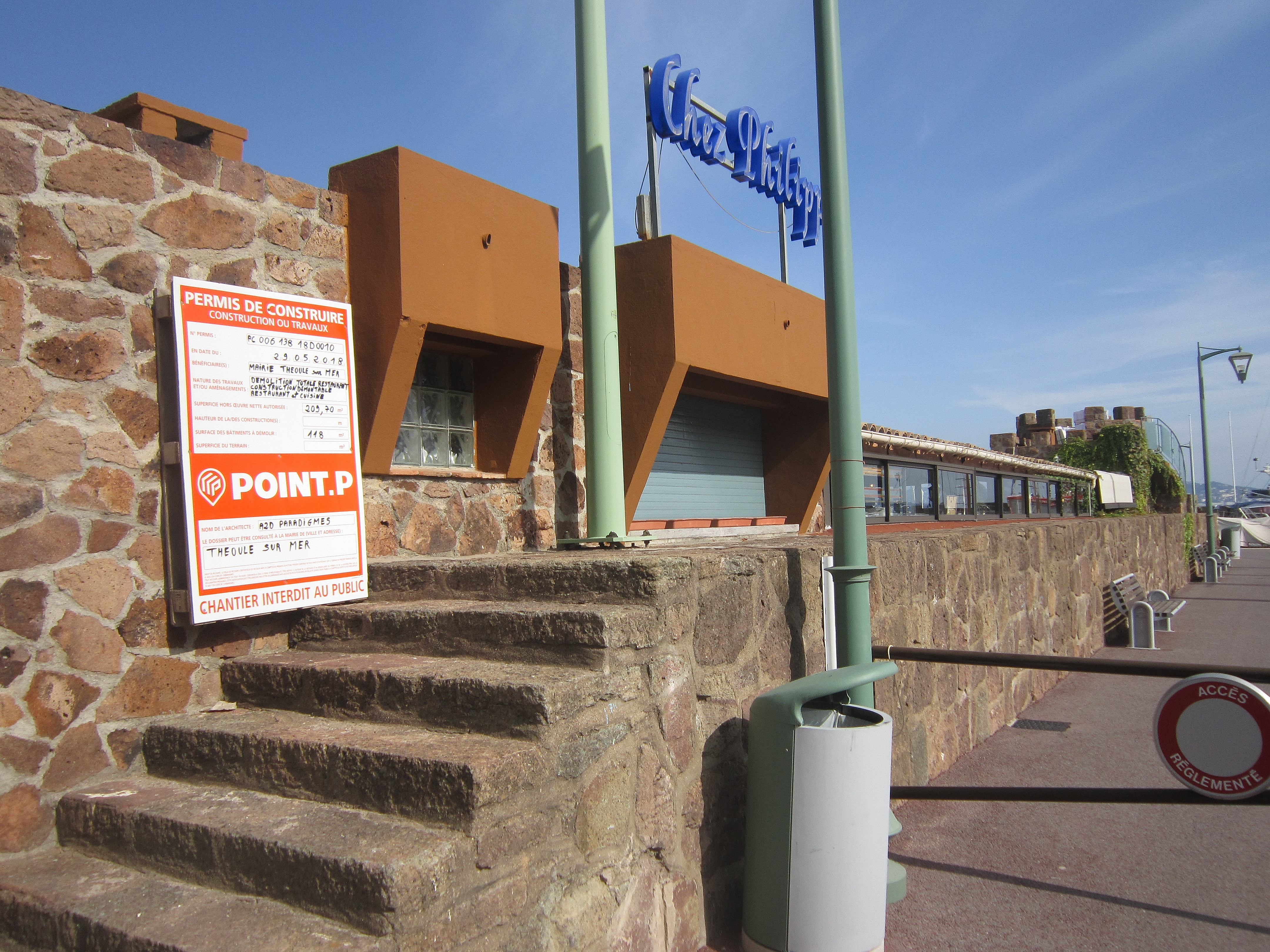
Théoule-sur-Mer (plage du Suveret) : le restaurant de plage Chez Philippe peu avant sa démolition rendue obligatoire en vertu de la "loi Littoral" car il est construit sur le domaine public maritime.

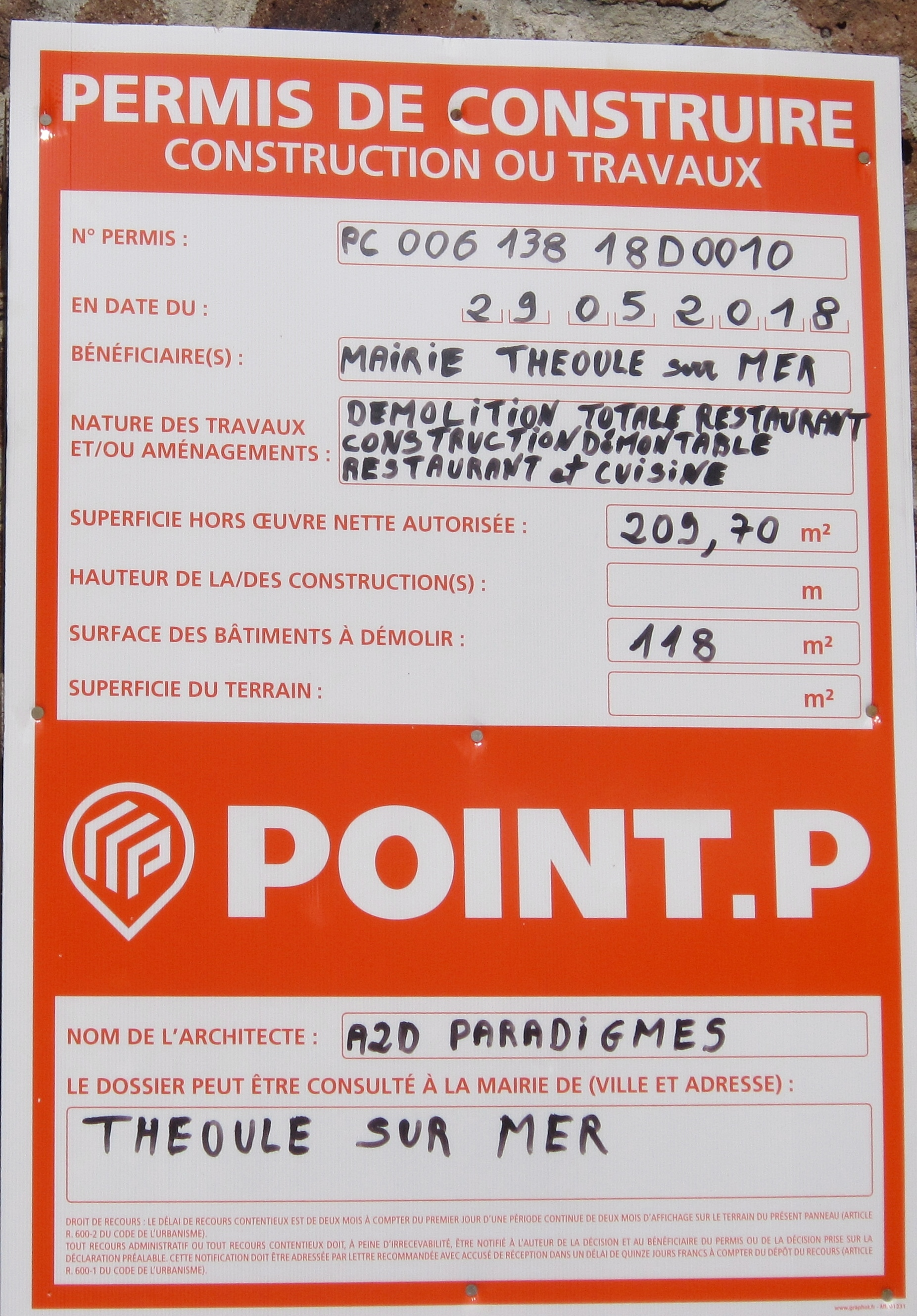
Théoule-sur-Mer : permis de construire autorisant la démolition du restaurant de plage Chez Philippe sur la plage du Suveret car il a été construit sur le domaine public maritime et son remplacement par une construction démontable.

Un des objectifs de la loi littoral est de protéger les espaces littoraux remarquables. En ce sens l'article L.121-23 du code de l'urbanisme se donne pour objectif de préserver « les espaces terrestres et marins, sites et paysages remarquables ou caractéristiques du patrimoine naturel et culturel du littoral et les milieux nécessaires au maintien des équilibres biologiques ». Le décret d’application est transcrit à l'article R.121-4 du code de l’urbanisme. IL liste l’ensemble des espaces concernés. On y retrouve par exemple les dunes, les landes côtières, les plages et les lidos, les estrans, les falaises.
Afin de déterminer si les exigences posées par l'article L. 121-23 du code de l'urbanisme (caractère remarquable, maintien des équilibres ou intérêt écologique) sont réunies, il est essentiel de tenir compte du classement de l'espace considéré en tant que, notamment à titre d'exemple :
- ZNIEFF ou zone Natura 2000
- ZICO
- Les sites RAMSAR

Il faut noter que l’article L.121-23 s'applique sur l'intégralité du territoire de la commune littorale, nonobstant tout critère de proximité du littoral (CE, 27 septembre 2006, Commune du Lavandou, n°275923) . Il s’applique également à tous les documents et décisions relatifs à la vocation des zones ou à l'occupation et à l'utilisation des sols. Parmi ces documents on retrouve à titre d'exemple :  
- Les documents d'urbanisme (SCot, PLU…)
- Les autorisations d'urbanisme (permis de construire, déclaration préalable…)

La qualité d’espace remarquable est tirée de la proximité avec les parties naturelles des sites classés ou inscrits ou de zones naturelles protégées. Il en résulte donc des espaces remarquables présumés qui seront ceux inscrits dans des régimes de protection tels que celui de la ZNIEFF ou Natura 2000. Le principe d’interdiction de construire prévôt dans ces espaces néanmoins, il existe des exceptions au titre de l’article R.121-5 du code de l’urbanisme.
Parmi ces exceptions on retrouve les aménagements légers qui peuvent être implantés dans les espaces remarquables lorsqu’ils sont nécessaires “ leur mise en valeur notamment économique ou, le cas échéant, à leur ouverture au public, et qu'ils ne portent pas atteinte au caractère remarquable du site.” La circulaire UHC/PS1 n° 2005-57 du 15 septembre 2005 relative aux nouvelles dispositions prévues par le décret n°2004-310 du 29 mars 2004 relatif aux espaces remarquables du littoral et modifiant le code de l’urbanisme, fixe la liste des aménagements légers autorisés et les modalités de leur réalisation
Le conseil d'État dans un arrêt du 13 février 2009, Communauté de communes Saint Malo de la Lande, précise qu’une cale d’accès à la mer en béton n’est pas un aménagement léger. La jurisprudence vient donc limiter la notion « d’aménagement légers ». Ces aménagements ne doivent pas porter atteinte à la préservation des milieux ni dénaturer le caractère des sites. L’article R.121-5 du code de l’urbanisme énumère les installations autorisées dans les espaces remarquables. Ces installations concernent notamment les chemins piétonniers, les aménagements nécessaires à l’activité ou encore les petites constructions pour l’activité de la pêche par exemple. Mais ces constructions ne sont pas destinées à l’habitat. Les aménagements doivent être conçus de manière à permettre un retour du site à l’état naturel.

### Maîtrise de l'urbanisation
La loi interdit toute construction et installation nouvelle à moins de 100 mètres du rivage en dehors des zones urbanisées. Le plan local d'urbanisme peut porter la largeur de cette bande littorale à plus de 100 mètres, lorsque des motifs liés à la sensibilité des milieux ou à l'érosion des côtes le justifient.
Concernant les règles d'urbanisation en zone littorale, il convient de distinguer 4 situations : les espaces déjà urbanisés, l'extension de l'urbanisation, l'extension limitée de l'urbanisation dans les espaces proches du rivage, et enfin l'inconstructibilité dans la bande des 100 mètres. L'article L.121-8 du Code de l’urbanisme réglemente l'urbanisation en zone littorale.

#### Première situation: les espaces déjà urbanisés
Dans ces espaces, peuvent être exécutées au titre de l'article L.121-8 du code de l'urbanisme : 
- "Des constructions et installations peuvent être autorisées, en dehors de la bande littorale de cent mètres, des espaces proches du rivage et des rives des plans d'eau mentionnés à l'article L. 121-13, à des fins exclusives d'amélioration de l'offre de logement ou d'hébergement et d'implantation de services publics". Elles ne doivent pas avoir pour effet d'étendre le périmètre bâti existant ni de modifier de manière significative les caractéristiques de ce bâti.

- "Ces secteurs déjà urbanisés se distinguent des espaces d'urbanisation diffuse par, entre autres, la densité de l'urbanisation, sa continuité, sa structuration par des voies de circulation et des réseaux d'accès aux services publics de distribution d'eau potable, d'électricité, d'assainissement et de collecte de déchets, ou la présence d'équipements ou de lieux collectifs".

Enfin, l’autorisation d’urbanisme est soumise pour avis à la commission départementale de la nature, des paysages et des sites. Elle est refusée lorsque ces constructions et installations sont de nature à porter atteinte à l'environnement ou aux paysages.

#### Deuxième situation: l'extension de l'urbanisation
La loi ELAN portant évolution du logement de l’aménagement et du numérique du 23 novembre 2018 prévoit une extension de l’urbanisation “en continuité avec les agglomérations et villages existants” dans les “secteurs déjà urbanisés” on retrouve cela à l’article L.121-8 du Code de l’urbanisme. L'extension de l'urbanisation doit se réaliser en continuité avec les agglomérations et villages existants sous réserve de respecter ces espaces.
L’arrêt du Conseil d’Etat du 9 novembre 2015, Commune de Porto-Vecchio précise ce que sont les “zones déjà urbanisées caractérisées par un nombre et une densité significatifs de constructions, mais que, en revanche, aucune construction ne peut être autorisée, même en continuité avec d’autres, dans les zones d’urbanisation diffuse éloignées de ces agglomérations et villages.”  Le critère de l’éloignement de l’agglomération est ici difficile à appréhender.
Il existe des dérogations à l’extension en continuité s’agissant de la construction de routes et ouvrages nécessaires à la sécurité nationale et au fonctionnement des ports et aéroports lorsque la nécessité technique le rend impossible (article L.121-4 code de l'urbanisme), les dérogations s’appliquent aussi aux stations d’épuration (article L.121-5 code de l'urbanisme).
Par dérogation au principe de continuité (loi du 17 août 2015), peuvent être implantés : des ouvrages de production d'énergie mécanique du vent incompatibles avec le voisinage des zones habitées après avis de la commission de protection des sites en vertu de l'article L.121-10 et -12 Code de l'urbanisme). Cette dérogation est exclue dans les espaces proches du village et dans une borne de 1 kilomètre à partir du rivage de la mer.
Les limites à l’extension d’urbanisation traduisent une volonté d’avoir des zones naturelles ce qui rejoint l’idée de “zéro artificialisation nette” (ZAN), un objectif fixé en 2050 par la loi Climat résilience du 22 août 2021 afin de lutter contre l’étalement urbain, l’artificialisation des sols, la réduction des atteintes à la biodiversité et permettre le développement de la nature. Il existe au titre de l’article L.121-21 du code de l’urbanisme prévoit une “capacité d’accueil” des zones urbanisées, permettant d’envisager leur développement. Cela permet de préserver les espaces et milieux, des risques littoraux et d’inondations, du maintien des activités agricoles, pastorales, forestières et maritimes et de la fréquentation des espaces par le public.
La densification de l’urbanisation peut s’effectuer dans les espaces déjà urbanisés grâce à la possibilité de réaliser “des opérations de rénovations des quartiers ou de réhabilitation de l’habitat existant” ainsi que “l’amélioration, l’extension ou la reconstruction des constructions existantes” (au dernier alinéa de l’article L.121-21 code de l'urbanisme) et la réalisation de mise aux normes des exploitations agricoles “ à condition que les effluents d’origine animale ne soient pas accrus” (art. L.121-11 code de l'urbanisme).
Par ailleurs, il existe des coupures d’urbanisation qui servent à définir des zones dans lesquelles l’urbanisation ne pourra pas s’étendre. Ces coupures sont des zones naturelles ou agricoles qui vont encadrer le développement de la ville. L’article L.121-22 du Code de l’urbanisme en son dernier alinéa dispose que “les schémas de cohérence territoriale et les plans locaux d’urbanisme doivent prévoir des espaces naturels présentant le caractère d’une coupure d’urbanisation”.
La jurisprudence est venue préciser la notion de coupures d’urbanisation en effet, ces coupures doivent avoir une dimension minimum (CE, 31 juillet 1996, Levavasseur), et qu’il faille prendre en compte la configuration des lieux notamment la proximité et la visibilité avec la mer et les caractéristiques de l’urbanisation à proximité. Une fois ces coupures effectuées, les zones vont devoir être classées en zone A ou N mais elles ne peuvent être classées en zone U.

#### Troisième situation: l'extension limitée de l'urbanisation dans les espaces proches du rivage
Selon l’article L.121-13 du Code de l’urbanisme, « L'extension limitée de l'urbanisation des espaces proches du rivage ou des rives des plans d'eau intérieurs [...] est justifiée et motivée dans le plan local d'urbanisme, selon des critères liés à la configuration des lieux ou à l'accueil d'activités économiques exigeant la proximité immédiate de l'eau. Toutefois, ces critères ne sont pas applicables lorsque l'urbanisation est conforme aux dispositions d'un schéma de cohérence territoriale ou d'un schéma d'aménagement régional ou compatible avec celles d'un schéma de mise en valeur de la mer. En l'absence de ces documents, l'urbanisation peut être réalisée avec l'accord de l’autorité administrative compétente de l'État après avis de la commission départementale de la nature, des paysages et des sites appréciant l’impact de l’urbanisation sur la nature. » 
Le législateur n’a cependant pas donné de définition de la notion d'« espace proche du rivage ».
La jurisprudence apprécie cette notion en se basant sur plusieurs critères, c’est la technique du faisceau d’indices.
Grâce à diverses décisions du Conseil d'Etat dont notamment celle du 12 février 1993, Commune de Gassin, et celle du 3 juin 2009, Commune de Rognac, pour apprécier si un espace est proche du rivage, le juge prend en compte :
- la distance entre le rivage et la construction ;
- la densification de l’urbanisation autour du terrain en cause ;
- le caractère de "covisibilité", c’est-à-dire la visibilité de la construction depuis le rivage et la visibilité du rivage depuis cette même construction ;
- les caractéristiques et la topographie des lieux concernés.

N’étant également pas défini, le caractère limité de l’urbanisation est aussi vérifié par le juge par la technique du faisceau d’indices. Par exemple, la décision de la CAA de Lyon du 16 avril 2019, Commune d’Yvoire, déduit que le projet envisagé n’est pas une « extension limitée de l’urbanisation » selon :
- ses dimensions
- sa localisation
- les caractéristiques du secteur d'implantation (urbanisation du voisinage immédiat, routes, espaces naturels, etc.)

Dans les documents d’urbanisme :
Lorsqu’il en existe, les dispositions résultant de la loi littoral sont reprises dans les documents d’urbanisme :
- un PLU peut prévoir l’extension limitée de l’urbanisation des espaces proches du rivage si elle est justifiée et motivée par la configuration des lieux ou par une activité exigeant la proximité immédiate de l’eau, sous peine d’annulation
- Si un SCOT, SAR ou SMVM s’applique sur le terrain du projet et comporte « des dispositions suffisamment précises et compatibles », l’extension de l’urbanisation dans les espaces proches du rivage s’apprécie selon les dispositions du schéma (CE 11 mars 2020, Confédération Environnement Méditerranée) et le PLU n’a plus à justifier l’extension d’urbanisation.

Dans les DOM, l’article L.121-40 du Code de l’urbanisme autorise l’extension de l’urbanisation dans les zones d’urbanisation diffuse.

#### Quatrième situation: l'inconstructibilité dans la bande des 100 mètres
Selon l’article L.121-16 du Code de l’urbanisme : « En dehors des espaces urbanisés, les constructions ou installations sont interdites sur une bande littorale de cent mètres à compter de la limite haute du rivage ou des plus hautes eaux pour les plans d’eau intérieurs ».
Ce principe a été précisé par la jurisprudence : l’inconstructibilité dans la bande des 100 mètres vaut pour les constructions nouvelles mais aussi pour les extensions de constructions existantes (CE, 21 mai 2008, min. Transports c/ Assoc. pour le libre accès aux plages et la défense du littoral).
Ce principe connaît des exceptions pour les constructions et installations nécessaires à des services publics et pour les activités économiques exigeant la proximité immédiate de l'eau (article L.121-17 Code de l’urbanisme).
Dans cet article est notamment visé l’établissement des canalisations électriques et de leurs jonctions, dérogations instaurées par la Loi du 17 août 2015 relative à la transition énergétique. De plus, la Loi ELAN a ajouté à ces exceptions les « réseaux ouverts au public de communications électroniques », pour assurer la couverture de la fibre à la suite du plan « Très Haut Débit » lancé en 2013 par le gouvernement.

Dans les DOM, on parle de la zone des cinquante pas géométriques, l’article L.121-45 la définit comme la « bande littorale comprise entre le rivage de la mer et la limite supérieure de la réserve domaniale ». En l’absence de délimitation ou de réserve domaniale, elle « présente une largeur de 81,20 mètres à compter de la limite haute du rivage ».
Elle fait partie du domaine public maritime de l’Etat (article L5111-1 CGPPP).
Cette zone impose des interdictions uniquement en dehors des espaces urbanisés : les terrains sont réservés pour les installations nécessaires aux services publics, ou pour les activités en lien avec la mer (article L.121-46). Ainsi dans les zones déjà urbanisées, il est possible d’y effectuer des constructions et des aménagements, sous réserve qu’il n’y ait pas de plages, d’espaces boisés, de parcs, de jardins publics ou d’espaces naturels, et selon les documents d’urbanismes en vigueur.  

### Réalisation de voies nouvelles encadrée
Le « rapport Piquard » établi en 1973 pour la DATAR a inspiré la question de l'implantation de nouvelles routes sur le littoral. La rareté et la fragilité de l’espace littoral contigu au rivage nécessitent une répartition des différentes fonctions selon leur nature, du rivage vers l’intérieur des terres. Cette nouvelle répartition doit contribuer à la mise en valeur de l’arrière-pays et mettre fin au contraste entre la côte congestionnée et l’arrière-pays déserté.
La création de nouvelles routes est autorisée : 
- en cas de contraintes liées à la configuration des lieux ou à l'insularité. La CDNPS doit être consultée afin d’apprécier l’impact de ces nouvelles routes sur l’environnement. L’absence de cette consultation entache la décision d'illégalité pour vice de procédure.
- En cas de « nécessité de service public ou d’activités économiques exigeant la proximité immédiate de l’eau », après avis de la CDNPS.

Au-delà de la bande de 2000 mètres, tout projet de création de route nouvelle, notamment les routes de transit, est autorisé.
L'article L.121-6 du code de l’urbanisme encadre la réalisation de nouvelles routes, ainsi que les travaux effectués sur une voie existante et qui en modifient l’usage. Sont distinguées par cet article les routes de transit et les routes de dessertes locales :
- les nouvelles routes de transit doivent être localisées à au moins 2000 mètres du rivage ;
- les nouvelles routes de desserte locale ne peuvent être établies sur le rivage, ni le longer.

Il est par ailleurs interdit de créer de nouvelles routes sur les plages, cordons lagunaires ou en corniche. Dans les espaces remarquables, et quelle que soit leur localisation de ces espaces par rapport au rivage, la création de route est interdite.
L'ensemble des dispositions précédentes relatives aux activités et aménagements littoraux ne s’applique pas lorsque leur localisation répond à une nécessité technique impérative, aux installations, constructions et ouvrages nécessaires à la sécurité maritime et aérienne, à la défense nationale, à la sécurité civile et ceux nécessaires au fonctionnement des aérodromes et services publics portuaires autres que les ports de plaisance. De ce fait, à titre exceptionnel, la réalisation de stations d’épuration d’eaux usées avec rejet en mer et non liée à une opération d’urbanisation nouvelle a été autorisée et introduite dans la loi littoral en 1994. L'article L.121-5 du Code de l’urbanisme prévoit cela.

## Avenir de la loi littoral

### Un bilan mitigé

#### Le rapport du 10 octobre 2007
Le 10 octobre 2007, Nathalie Kosciusko-Morizet, secrétaire d’État chargée de l’Écologie, a présenté un « bilan de la loi littoral et des mesures en faveur du littoral » alors que le Gouvernement transmettait au Parlement le rapport sur l’application de cette loi. Les aspects « aménagement » et « développement » de la loi ont porté leurs fruits (« L’attractivité résidentielle, économique et touristique du littoral s’est fortement accélérée » ; avec plus d'un demi-million d'habitants supplémentaires de 1986 à 2006 (+ 530 000 habitants, selon le rapport), mais les mesures de protection des milieux naturels n'ont permis que de freiner l'expansion de l'urbanisation, de la périurbanisation et de la fragmentation écologique du territoire. Le rapport note que cette loi a une très bonne image dans la population : 94 % des Français sont en 2007 favorables au principe d’une loi régissant spécialement le littoral, 53 % estiment que l’état du littoral s’est amélioré en 20 ans. Le rapport rappelle aussi l'importance des achats du Conservatoire de l’espace littoral et des rivages lacustres qui a pu en 20 ans acquérir 67 000 hectares (sur 102 000 hectares à protéger).
Le rapport cite en exemple la première aire marine protégée sous forme du premier parc naturel marin créé le 28 septembre 2007 en mer d’Iroise, il promet d'augmenter la lutte contre les « pollutions diffuses d’origine terrestre » et une meilleure cohérence entre la gestion de l’arrière-pays et des espaces côtiers immédiats, via les SCOT notamment.

#### Rapport d'information du 29 janvier 2014
Le 29 janvier 2014, Jean Bizet et Odette Herviaux, co-rapporteurs pour la commission du développement durable, des infrastructures, des équipements et de l’aménagement du territoire ont délivré un rapport d’information concernant la loi littorall.
L’objectif était d’abord de faire un bilan des difficultés d’application de la loi. Il a été rapporté que :
1. la loi littoral est une loi indispensable pour gérer la forte pression qui s’exerce sur le littoral.
2. Les élus et les services de l’État reconnaissent les difficultés d’application de cette loi de par : l’hétérogénéité de son application, son manque d’équité structurel, l’incohérence des politiques publiques, l’abondance du contentieux et des recours abusifs des associations de protection de l’environnement
3. Cette loi serait trop vague permettant ainsi des interprétations diverses. Une des critiques serait que la loi ne territorialise pas son action. Le législateur avait pourtant tenté de pallier cette carence avec la création des directives territoriales d'aménagement, des schémas de mise en valeur de la mer ou des schémas de cohérence territoriale mais le succès reste mitigé.
4. Les collectivités territoriales ne jouent pas toujours le jeu. Certaines ont adopté des plans d’occupation des sols illégaux.
5. L’administration de son côté n’accorde pas entièrement sa confiance aux élus locaux en matière d’urbanisme.
6. L’interprétation de la loi « littoral » est laissée au juge parfois au détriment de la volonté initiale du législateur.

À la suite de ce constat, douze recommandations ont été communiquées. Elles ont été regroupées en cinq thèmes :
1. L’interprétation de la loi littoral serait décentralisée au profit des élus locaux qui devraient en contrepartie appliquer strictement la loi en matière de document d’urbanisme.
2. L’ajustement de trois règles d’urbanisme : « densification par comblement des dents creuses des hameaux existants », renforcer le régime des coupures d’urbanisation, créer un autre motif d’extension de la bande littorale.
3. Un volet économique plus fort axé sur un « lissage » de la rente foncière, la solidarité financière et l’élargissement du champ d’intervention du Conservatoire de l’espace littoral et des rivages lacustres.
4. « Réaliser un travail prospectif pour intégrer les nouveaux défis »
5. Unifier la doctrine administrative et faire en sorte que les élus et agents publics aient des compétences suffisantes en matière d’urbanisme.

#### Instruction du 7 décembre 2015
Le 7 décembre 2015, la ministre du logement, Sylvia Pinel, délivre une instruction aux préfets relative à la loi littoral. La ministre annonce : « Dans toutes les régions littorales, vos services ont développé une expertise de grande qualité sur l'application de la loi littoral et des outils méthodologiques d'aide à la décision ont été élaborés. Il convient désormais de capitaliser ces outils et de favoriser l'échange entre les différents services dans un objectif de mutualisation des expériences ». L’objectif est donc de faire collaborer les collectivités et les services préfectoraux mais aussi de « renforcer la sécurité juridique des documents d’urbanisme et celle des autorisations de construire ». Il s’agit de rappeler les différents outils permettant l’intégration de la loi littoral au niveau local. La ministre souhaite mettre en place un réseau de diffusion des dernières actualités juridiques qui serait également un lieu d’échange. La loi littoral doit être présentée comme autre chose qu’un frein au développement des communes littorales.
Concrètement, la demande est celle de la mise en place d'un réseau regroupant les directions départementales des territoires et les directions régionales de l'environnement, de l'aménagement et du logement à l'image de ce qui a été fait en Bretagne avec les DDTM des Côtes-d'Armor, du Finistère, d'Ille-et-Vilaine et du Morbihan qui ont permis « une approche illustrée, unifiée et juridiquement sécurisée des modalités d'application de la loi littoral ».

### Cas de la commune de Plouvien
À Plouvien, ville de 3 800 habitants dans le nord du Finistère, puisque la loi littoral contrariait le développement économique de sa commune, le maire Christian Calvez a contesté la suprématie de l'État et a cédé la partie maritime (19 hectares) de sa commune au village voisin de Tréglonou en précisant : « La solution trouvée peut paraître baroque, mais je n'allais pas changer la loi à moi seul ». « Je ne veux pas donner l’impression qu’on veut s’exonérer de la loi littoral », a-t-il cependant souligné. « On veut juste éviter les effets pervers de cette loi dans une commune qui est très peu littorale ».
La commune ne possède ni plage ni grève et n'a aucun accès à l'océan, mais elle est traversée par l'Aber-Benoît, un fleuve côtier (décret du 21 février 1852), envahi par la mer selon les marées. Cela suffisait pour qu'elle soit assujettie à la loi littoral et à ses restrictions en matière d'urbanisme. Après enquête publique, le préfet a donné son accord. Cette première en France est officielle le 1er avril 2015, et la commune perd alors son « caractère maritime », pour devenir une commune rurale,.

### Les évolutions d'application de la loi littoral

#### Les apports de la loi ELAN n°2018-2021 du 23 novembre 2018
Elle vient modifier le Code de l’urbanisme pour intégrer une nouvelle catégorie d’espaces constructibles entre agglomérations, villages et zones d’urbanisation diffuses. La nouvelle rédaction de l’article L.121-8 du Code de l’urbanisme vient modifier certaines dispositions telles que : 
- Elle consacre la primauté du SCoT pour l’acceptabilité de l’acte de construire sur le littoral.
- Elle met en place le nouveau principe d’extension en continuité de l’urbanisation. Notamment elle vient supprimer la notion de “hameaux nouveaux intégrés à l’environnement” posée par la loi littoral du 3 janvier 1986.
- Elle confirme que l’extension de l’urbanisation au sein des communes littorales doit s’inscrire en continuité avec les agglomérations et villages existants, qui seront identifiés et localisés comme tels par le SCOT, et délimités précisément par le PLU;
- Elle confirme que l’extension de l’urbanisation est impossible :

– au sein de la bande littorale de cent mètres ;  
– au sein des espaces proches du rivage et des rives des plans d’eau.
- Elle crée une nouvelle hypothèse d’extension possible, dans les secteurs certes déjà urbanisés, mais non identifiés par les documents d’urbanisme comme agglomérations ou villages existants : des constructions et installations peuvent être autorisées, à des fins exclusives d’amélioration de l’offre de logement ou d’hébergement et d’implantation de services publics, lorsque ces constructions et installations n’ont pas pour effet d’étendre le périmètre bâti existant ni de modifier de manière significative les caractéristiques de ce bâti.

#### L’application par le juge
La loi littoral n’a pas été accompagnée de documents d’interprétation ni de décrets d’application. C’est donc au juge administratif qu’est revenu le rôle de combler les lacunes de la loi. En outre, il a presque toujours fait prévaloir une protection conservatrice de l’environnement sur toute autre considération.
On peut noter que la loi Littoral ne donne pas de définition des agglomérations et des villages. Le juge doit alors déterminer si l’espace considéré est urbanisé comme on peut le voir dans l’arrêt du Conseil d’Etat du 27 septembre 2006, Commune du Lavandou, il vient préciser que seuls les espaces qui comportent une densité significative de constructions sont des agglomérations ou des villages 
Par ailleurs, dans une autre décision du Conseil d’Etat du 9 juillet 2021, il est venu préciser le nouveau rôle du SCot dans le cadre de la déclinaison des règles de densification. En effet, pour être pris en compte dans le cadre de l’application de la loi Littoral à une décision d’urbanisme, le contenu du SCoT doit être suffisamment précis et compatible avec les dispositions précitées de l’article L. 121-8 du code de l’urbanisme.

#### L'adaptation de la loi littoral
Face aux changements climatiques et à l’érosion des côtes, la loi littoral a dû s’adapter en effet, dans la loi « Climat et résilience » d'août 2021 on retrouve de nouvelles obligations aux communes littorales concernant le recul du trait de côte. Elle a inséré dans le code de l’environnement plusieurs dispositions.
A l’article. L. 321-15 du Code de l’environnement il est fait mention des “communes dont l'action en matière d'urbanisme et la politique d'aménagement doivent être adaptées aux phénomènes hydrosédimentaires entraînant l'érosion du littoral sont identifiées dans une liste fixée par décret.” et d’autre part dans l’article L.321-16 du même code, il est précisé que “des stratégies locales de gestion intégrée du trait de côte peuvent être élaborées par les collectivités territoriales ou leurs groupements compétents en matière de défense contre les inondations et contre la mer”.